# New Mater Volley 2017-2018
Questa voce raccoglie le informazioni riguardanti la New Mater Volley nelle competizioni ufficiali della stagione 2017-2018.

## Stagione
Nella stagione 2017-18 la New Mater Volley assume la denominazione sponsorizzata di BCC Castellana Grotte.
Partecipa per la seconda volta alla Superlega; chiude la regular season di campionato al quattordicesimo posto in classifica, qualificandosi per i play-off 5º posto: viene eliminata agli ottavi di finale dalla Top Volley Latina.
In Coppa Italia è eliminata ai sedicesimi di finale dal Padova.

## Organigramma societario
Area direttiva
- Presidente: Gaetano Carpinelli
- Vicepresidente: Roberto Dello Russo
- Direttore generale: Francesco Pace
- Direttore sportivo: Bruno De Mori

Area tecnica
- Allenatore: Giuseppe Lorizio
- Allenatore in seconda: Giuseppe Barbone
- Assistente allenatore: Giuseppe Calisi
- Scout man: Antonella Ippolito
- Responsabile settore giovanile: Fabio Malerba

Area comunicazione
- Addetto stampa: Giancarla Manzari
- Responsabile comunicazione: Pier Paolo Lorizio
- Fotografo: Giampiero Consaga
- Telecronista: Vittorio Minoia
- Grafica e comuncazione: Studio Graphica

Area sanitaria
- Medico: Giosuè Dell'Aera
- Preparatore atletico: Massimiliano D'Elia
- Fisioterapista: Andrea Giancaspro
- Osteopata: Francesco Boggia

## Rosa
| N° | Nome               | Ruolo | Data di nascita   | Nazionalità sportiva |
| -- | ------------------ | ----- | ----------------- | -------------------- |
| 1  | Roberto Cazzaniga  | O     | 28 ottobre 1979   | Italia               |
| 2  | Miłosz Hebda       | S     | 11 marzo 1991     | Polonia              |
| 3  | Domenico Cavaccini | L     | 13 marzo 1987     | Italia               |
| 4  | Bruno Canuto       | S     | 2 maggio 1990     | Brasile              |
| 5  | Domenico Pace      | L     | 2 ottobre 2000    | Italia               |
| 6  | Marco Zauli        | C     | 24 giugno 1992    | Italia               |
| 7  | Matteo Paris       | P     | 13 settembre 1983 | Italia               |
| 8  | Federico Rossatti  | S     | 22 luglio 1994    | Italia               |
| 9  | Giorgio De Togni   | C     | 7 luglio 1985     | Italia               |
| 10 | Mario Ferraro      | C     | 22 ottobre 1987   | Italia               |
| 11 | Fernando Garnica   | P     | 19 luglio 1980    | Italia               |
| 12 | Djalma Moreira     | S     | 29 novembre 1992  | Brasile              |
| 14 | Giōrgos Tzioumakas | O     | 23 gennaio 1995   | Grecia               |
| 16 | Athos Costa        | C     | 29 novembre 1988  | Brasile              |

## Mercato
| Acquisti | Acquisti           | Acquisti           | Acquisti   |
| R.       | Nome               | da                 | Modalità   |
| -------- | ------------------ | ------------------ | ---------- |
| C        | Athos Costa        | Olympiakos         | definitivo |
| C        | Giorgio De Togni   | Powervolley Milano | definitivo |
| S        | Miłosz Hebda       | Trefl Gdańsk       | definitivo |
| P        | Matteo Paris       | Sir Safety Perugia | definitivo |
| S        | Federico Rossatti  | Tricolore          | definitivo |
| O        | Giōrgos Tzioumakas | Piacenza           | definitivo |
| C        | Marco Zauli        | Forlì              | definitivo |

| Cessioni | Cessioni           | Cessioni       | Cessioni   |
| R.       | Nome               | a              | Modalità   |
| -------- | ------------------ | -------------- | ---------- |
| S        | Francesco Astarita | Pag Taviano    | definitivo |
| C        | Giuseppe Barbone   | -              | ritirato   |
| O        | Danilo De Santis   | Catania        | definitivo |
| P        | Leonardo Parisi    | Virtus Potenza | definitivo |
| C        | Luca Presta        | Callipo        | definitivo |
| C        | Augusto Quarta     | Massa          | definitivo |
| S        | Fabio Scio         | Bari           | definitivo |

## Risultati

### Superlega

#### Girone di andata
| 1ª giornata - 15 ottobre 2017 PalaPanini, Modena              | Modena             | 3 - 0 | New Mater         | 25-16, 25-15, 26-24               |
| 2ª giornata - 22 ottobre 2017 PalaFlorio, Bari                | New Mater          | 3 - 1 | Top Volley Latina | 25-22, 20-25, 25-17, 25-22        |
| 3ª giornata - 13 dicembre 2017 PalaFlorio, Bari               | New Mater          | 0 - 3 | BluVolley Verona  | 23-25, 20-25, 17-25               |
| 4ª giornata - 28 ottobre 2017 PalaTrento, Trento              | Trentino           | 3 - 1 | New Mater         | 23-25, 25-22, 25-19, 25-16        |
| 5ª giornata - 1º novembre 2017 PalaFlorio, Bari               | New Mater          | 2 - 3 | Callipo           | 27-25, 25-20, 24-26, 21-25, 14-16 |
| 6ª giornata - 5 novembre 2017 Palazzetto dello Sport, Monza   | Milano             | 3 - 0 | New Mater         | 25-20, 25-21, 26-24               |
| 7ª giornata - 8 novembre 2017 PalaFlorio, Bari                | New Mater          | 0 - 3 | Piacenza          | 20-25, 23-25, 22-25               |
| 8ª giornata - 17 novembre 2017 PalaDeAndré, Ravenna           | Porto Robur Costa  | 3 - 0 | New Mater         | 25-19, 25-19, 25-23               |
| 9ª giornata - 28 novembre 2017 PalaFlorio, Bari               | New Mater          | 0 - 3 | Padova            | 21-25, 23-25, 28-30               |
| 10ª giornata - 3 dicembre 2017 PalaEvangelisti, Perugia       | Sir Safety Perugia | 3 - 0 | New Mater         | 25-17, 29-27, 25-11               |
| 11ª giornata - 8 dicembre 2017 PalaFlorio, Bari               | New Mater          | 2 - 3 | Argos             | 25-21, 22-25, 26-28, 25-18, 17-19 |
| 12ª giornata - 17 dicembre 2017 PalaPiantanida, Busto Arsizio | Powervolley Milano | 3 - 0 | New Mater         | 25-16, 25-20, 25-13               |
| 13ª giornata - 26 dicembre 2017 PalaFlorio, Bari              | New Mater          | 3 - 2 | Lube              | 15-25, 25-21, 23-25, 25-17, 15-10 |

#### Girone di ritorno
| 1ª giornata - 30 dicembre 2017 PalaFlorio, Bari               | New Mater         | 0 - 3 | Modena             | 21-25, 18-25, 28-30              |
| 2ª giornata - 4 gennaio 2018 PalaBianchini, Latina            | Top Volley Latina | 3 - 0 | New Mater          | 25-16, 25-15, 25-20              |
| 3ª giornata - 7 gennaio 2018 PalaOlimpia, Verona              | BluVolley Verona  | 3 - 0 | New Mater          | 26-24, 25-20, 25-22              |
| 4ª giornata - 24 gennaio 2018 PalaFlorio, Bari                | New Mater         | 1 - 3 | Trentino           | 25-23, 22-25, 25-27, 16-25       |
| 5ª giornata - 14 gennaio 2018 PalaValentia, Vibo Valentia     | Callipo           | 3 - 2 | New Mater          | 23-25, 23-25, 25-22, 25-21, 15-9 |
| 6ª giornata - 21 gennaio 2018 PalaFlorio, Bari                | New Mater         | 3 - 2 | Milano             | 25-22, 19-25, 29-27, 20-25, 15-8 |
| 7ª giornata - 4 febbraio 2018 PalaBanca, Piacenza             | Piacenza          | 3 - 0 | New Mater          | 25-14, 25-17, 25-17              |
| 8ª giornata - 8 febbraio 2018 PalaFlorio, Bari                | New Mater         | 0 - 3 | Porto Robur Costa  | 19-25, 20-25, 35-37              |
| 9ª giornata - 11 febbraio 2018 PalaSanLazzaro, Padova         | Padova            | 3 - 0 | New Mater          | 25-13, 25-21, 25-17              |
| 10ª giornata - 18 febbraio 2018 PalaFlorio, Bari              | New Mater         | 0 - 3 | Sir Safety Perugia | 21-25, 18-25, 12-25              |
| 11ª giornata - 22 febbraio 2018 PalaPolsinelli, Sora          | Argos             | 3 - 1 | New Mater          | 21-25, 25-20, 25-20, 25-16       |
| 12ª giornata - 25 febbraio 2018 PalaFlorio, Bari              | New Mater         | 0 - 3 | Powervolley Milano | 19-25, 15-25, 20-25              |
| 13ª giornata - 4 marzo 2018 PalaCivitanova, Civitanova Marche | Lube              | 3 - 0 | New Mater          | 25-22, 25-16, 25-12              |

#### Play-off 5º posto
| Ottavi di finale (gara 1) - 10 marzo 2018 PalaBianchini, Latina | Top Volley Latina | 3 - 0 | New Mater         | 25-18, 25-22, 25-16 |
| Ottavi di finale (gara 2) - 21 marzo 2018 PalaFlorio, Bari      | New Mater         | 0 - 3 | Top Volley Latina | 13-25, 21-25, 23-25 |

### Coppa Italia
| Sedicesimi di finale - 4 ottobre 2017 PalaSanLazzaro, Padova | Padova | 3 - 0 | New Mater | 25-23, 26-24, 25-22 |

## Statistiche

### Statistiche di squadra
| Competizione | Punti | In casa | In casa | In casa | In trasferta | In trasferta | In trasferta | Totale | Totale | Totale |
| Competizione | Punti | G       | V       | P       | G            | V            | P            | G      | V      | P      |
| ------------ | ----- | ------- | ------- | ------- | ------------ | ------------ | ------------ | ------ | ------ | ------ |
| Superlega    | 10    | 14      | 3       | 11      | 14           | 0            | 14           | 28     | 3      | 25     |
| Coppa Italia | -     | 0       | 0       | 0       | 1            | 0            | 1            | 1      | 0      | 1      |
| Totale       | -     | 14      | 3       | 11      | 15           | 0            | 15           | 29     | 3      | 26     |

G = partite giocate; V = partite vinte; P = partite perse

### Statistiche dei giocatori
| Giocatore     | Superlega | Superlega | Superlega | Superlega | Superlega | Coppa Italia | Coppa Italia | Coppa Italia | Coppa Italia | Coppa Italia | Totale | Totale | Totale | Totale | Totale |
| Giocatore     | P         | PT        | AV        | MV        | BV        | P            | PT           | AV           | MV           | BV           | P      | PT     | AV     | MV     | BV     |
| ------------- | --------- | --------- | --------- | --------- | --------- | ------------ | ------------ | ------------ | ------------ | ------------ | ------ | ------ | ------ | ------ | ------ |
| B. Canuto     | 26        | 143       | 116       | 22        | 5         | 1            | 4            | 2            | 1            | 1            | 27     | 147    | 118    | 23     | 6      |
| D. Cavaccini  | 28        | 0         | 0         | 0         | 0         | 1            | 0            | 0            | 0            | 0            | 29     | 0      | 0      | 0      | 0      |
| A. Costa      | 25        | 160       | 102       | 40        | 18        | 1            | 5            | 3            | 0            | 2            | 26     | 165    | 105    | 40     | 20     |
| R. Cazzaniga  | 23        | 119       | 101       | 9         | 9         | 1            | 3            | 2            | 0            | 1            | 24     | 122    | 103    | 9      | 10     |
| G. De Togni   | 26        | 139       | 97        | 33        | 9         | 1            | 10           | 5            | 4            | 1            | 27     | 149    | 102    | 37     | 10     |
| M. Ferraro    | 14        | 33        | 24        | 9         | 0         | 0            | 0            | 0            | 0            | 0            | 14     | 33     | 24     | 9      | 0      |
| F. Garnica    | 20        | 6         | 3         | 1         | 2         | 1            | 0            | 0            | 0            | 0            | 21     | 6      | 3      | 1      | 2      |
| M. Hebda      | 18        | 109       | 90        | 17        | 2         | 1            | 4            | 3            | 1            | 0            | 19     | 113    | 93     | 18     | 2      |
| D. Moreira    | 27        | 265       | 238       | 8         | 19        | 1            | 14           | 12           | 1            | 1            | 28     | 279    | 250    | 9      | 20     |
| D. Pace       | 7         | 0         | 0         | 0         | 0         | 1            | 0            | 0            | 0            | 0            | 8      | 0      | 0      | 0      | 0      |
| M. Paris      | 25        | 48        | 20        | 24        | 4         | 1            | 3            | 0            | 2            | 1            | 26     | 51     | 20     | 26     | 5      |
| F. Rossatti   | 16        | 47        | 39        | 4         | 4         | 0            | 0            | 0            | 0            | 0            | 16     | 47     | 39     | 4      | 4      |
| G. Tzioumakas | 24        | 272       | 231       | 23        | 18        | 1            | 8            | 7            | 0            | 1            | 25     | 280    | 238    | 23     | 19     |
| M. Zauli      | 5         | 2         | 2         | 0         | 0         | 0            | 0            | 0            | 0            | 0            | 5      | 2      | 2      | 0      | 0      |

P = presenze; PT = punti totali; AV = attacchi vincenti; MV = muri vincenti; BV = battute vincenti